# Марија Кобић
Марија Кобић (Загреб, 26. април 1984) је хрватска позоришна, телевизијска и филмска глумица.

## Биографија
Завршила је језичку гимназију, студирала филозофију и религијске културе на Филозофском факултету Дружбе Исусове. Похађала је драмске секције у Екиту и ЗКМ-у. У склопу глумачке групе наступала је у Загребу и Задру на Гоетхе институту. Бави се савременим плесом, јогом и жонглирањем. Еколошки је освијештена те као превозно средство искључиво користи бицикл. Члан је Хрватског истраживачког клуба (ХИК) који организује разне експедиције. Због разноврсности и знатижеље, не остаје јој довољно времена за све у чему би се хтјела окушати, јако је заиграна те сматра да је у животу најважније не допустити да заборавимо на дете у нама. Крајем 2007-е напустила је глумачку екипу РТЛ-ове сапунице "Забрањена љубав", јер је одлучила путовати земљама Средње и Јужне Америке до августа 2008. године.

## Филмографија
| Год.       | Назив           | Улога      |
| ---------- | --------------- | ---------- |
| 2000.е     |                 |            |
| 2004—2007. | Забрањена љубав | Ива Лончар |
| 2010.е     |                 |            |
| 2010.      | Бибин свет      | Нина       |